# Niels Bukh (dokumentarfilm)
|  | Denne artikel er oprettet af botten Steenthbot ud fra en ekstern database. Den kan derfor have sproglige fejl eller mangler. Denne skabelon kan fjernes efter kontrol af indholdet. |

Niels Bukh er en dansk dokumentarfilm fra 2007.

## Handling
Niels Bukh og hans elitegymnaster turnerede verden rundt i den første halvdel af det 20. århundrede og viste deres moderne gymnastik. På disse rejser evnede de at ankomme midt i store politiske brændpunkter: I Sovjetunionen under den tvungne kollektivisering, i Japan, Kina og Korea under den japanske besættelse af Manchurien, i Tyskland kort efter Hitlers magtovertagelse, og i Sydafrika under udbrydelsen af anden verdenskrig. Alt dette og meget mere er dokumenteret i fotografier og unikke filmoptagelser.